# 杨承庆
杨承庆，渤海国将领，杨氏。
渤海文王大钦茂时，杨承庆官至辅国大将军、行木底州刺史，兼兵署少正，封开国公。文王大兴二十一年（唐肃宗乾元元年、日本天平宝字二年、758年）秋，与副使杨泰师奉命送日本正使小野田守，副使高桥老麻吕等归国，并答聘日本，为圣武天皇吊丧。九月，登陆，居住在越前国。十二月，入平城京。次年正月，进献国书及信物。受到日本厚遇，孝谦天皇授任正三位，由日本正使高元度、副使内藏全成护送回到渤海国。